# Sommer-Paralympics 2012/Teilnehmer (Norwegen)
| stlisierte Goldmedaille | stlisierte Silbermedaille | stlisierte Bronzemedaille |
| ----------------------- | ------------------------- | ------------------------- |
| 3                       | 2                         | 3                         |

Norwegen entsendete zu den Paralympischen Sommerspielen 2012 in London eine aus 22 Sportlern bestehende Mannschaft – 8 Frauen und 14 Männer:
Fahnenträger bei der Eröffnungszeremonie war der Segler Aleksander Wang-Hansen (* 1982), der zum dritten Mal in Folge an den Spielen teilnahm.

## Medaillen
| Medaille | Teilnehmer                                                 | Disziplin      | Wettbewerb                | Datum             |
| -------- | ---------------------------------------------------------- | -------------- | ------------------------- | ----------------- |
| Gold     | Sarah Louise Rung                                          | Schwimmen      | 200 Meter Freistil S5     | 1. September 2012 |
| Gold     | Tommy Urhaug                                               | Tischtennis    | Einzel C5                 | 2. September 2012 |
| Gold     | Sarah Louise Rung                                          | Schwimmen      | 50 Meter Schmetterling S5 | 7. September 2012 |
| Silber   | Sarah Louise Rung                                          | Schwimmen      | 200 Meter Lagen SM5       | 31. August 2012   |
| Silber   | Sarah Louise Rung                                          | Schwimmen      | 100 Meter Brust SB4       | 4. September 2012 |
| Bronze   | Per Eugen Kristiansen Marie Solberg Aleksander Wang-Hansen | Segeln         | Sonar                     | 6. September 2012 |
| Bronze   | Runar Steinstad                                            | Leichtathletik | Speerwurf                 | 7. September 2012 |
| Bronze   | Roger Aandalen                                             | Boccia         | Einzel BC1                | 8. September 2012 |

## Teilnehmer nach Sportart

### Boccia
Männer:
- Roger Aandalen

### Bogenschießen
Männer:
- John Olav Johansen

### Leichtathletik
Männer
- Runar Steinstad

### Radsport
Männer:
- Morten Jahr
- Glenn Johansen

### Reiten
Frauen:
- Marianne Muri
- Anne Cecilie Ore

Männer:
- Jens Lasse Dokkan

### Schießen
Frauen:
- Sonja Tobiassen

Männer:
- Bjørn Morten Hagen
- Paul Aksel Johansen

### Schwimmen
Frauen:
- Marianne Fredbo
- Mina Marie Heyerdal Klausen
- Sarah Louise Rung
- Mariann Vestbøstad Marthinsen

### Segeln
Frauen:
- Marie Solberg

Männer:
- Bjørnar Erikstad
- Per Eugen Kristiansen
- Aleksander Wang-Hansen

### Tischtennis
Frauen:
- Aida Dahlen

Männer:
- Andreas Aulie
- Tommy Urhaug